# Scardinius acarnanicus
Scardinius acarnanicus är en fiskart som beskrevs av Economidis, 1991. Scardinius acarnanicus ingår i släktet Scardinius och familjen karpfiskar. IUCN kategoriserar arten globalt som nära hotad. Inga underarter finns listade i Catalogue of Life.